# Abdel Khaliq Hassuna
Muhammad Abdel Khaliq Hassuna (arabisch محمد عبد الخالق حسونة, DMG Muḥammad ʿAbd al-Ḫāliq Ḥassūna; * 28. Oktober 1898 in Kairo; † 20. Januar 1992 ebenda) war ein ägyptischer Politiker.

## Leben
Hassuna trat in den diplomatischen Dienst des Königreichs Ägypten und verbrachte den Großteil seiner frühen Laufbahn im Außenministerium auf unterschiedlichen Posten, bis er schließlich 1939 Staatssekretär wurde. 1942 erfolgte seine Ernennung zum Gouverneur von Alexandria. 1949 wurde er zum Sozialminister berufen und dann 1952 zum Außenminister.
Nach der Militärputsch vom 23. Juli 1952 und dem Sturz von König Faruq wurde er im September 1952 Generalsekretär der Arabischen Liga. In den folgenden Jahren erwies er sich als überzeugender und anerkannter Unterhändler zwischen den arabischen Staaten innerhalb der Liga und außerhalb der Region, insbesondere während der Sueskrise, nachdem Präsident Gamal Abdel Nasser 1956 die Nationalisierung des Sueskanals erklärt hatte. 1961 koordinierte er die Bildung eigener Streitkräfte der Liga, um das zuvor unabhängig gewordene Kuwait gegen eine Invasion durch den Irak zu schützen.
Als Hassuna nach zwanzigjähriger Amtszeit am 1. Juni 1972 zurücktrat, wurde der bisherige ägyptische Außenminister und stellvertretende Ministerpräsident Mahmoud Riad sein Nachfolger als Generalsekretär der Arabischen Liga.
Zu den zahlreichen Auszeichnungen Hassunas gehörte der französische Orden der Ehrenlegion.